# Dorota Golańska
Dorota Golańska – polska kulturoznawczyni, prorektorka Uniwersytetu Łódzkiego. 

## Życiorys
Dorota Golańska uzyskała w 2002 tytuł magistra stosunków międzynarodowych na Uniwersytecie Łódzkim. Kształciła się także na Université Jean Moulin Lyon 3 (1999–2000) oraz w ramach stażu badawczego na Uniwersytecie w Utrechcie (2005–2006). W 2006 doktoryzowała się na Uniwersytecie Łódzkim w zakresie literaturoznawstwa na podstawie napisanej pod kierunkiem Elżbiety Oleksy dysertacji Sztuczny człowiek. Posthumanizm w nauce i kulturze popularnej. W 2018 tamże otrzymała stopień doktorki habilitowanej nauk humanistycznych w dyscyplinie kulturoznawstwo, przedstawiwszy osiągnięcie naukowe Estetyka traumy: nowy materializm wobec studiów nad pamięcią w kulturze. Odbyła staż badawczy na Uniwersytecie Columbia (rok akademicki 2022/2023).
Od 2006 związana zawodowo z Uniwersytetem Łódzkim, profesor uczelni w Katedrze Badań Kulturowych. Objęła funkcję prorektorki do spraw nauki w kadencji 2024–2028.
Jej zainteresowania naukowe obejmują takie zagadnienia jak: krytyczne studia nad przestrzenią z perspektywy kulturoznawczej i antropologicznej; przestrzeń i relacje przestrzenne w odniesieniu do polityki państwowej i międzynarodowej, ale także w skali domu czy bezpośredniego otoczenia; kulturowe ujęcia konfliktów (zwłaszcza etnonarodowych), militaryzacja, (etno)nacjonalizmy; zagadnienia ludobójstwa, miastobójstwa i ekobójstwa oraz konsekwencji tych procesów dla relacji społecznych w rozmaitych aspektach; problematyka pamięci kulturowej (zwłaszcza w społeczeństwach post-traumatycznych); trauma w sztuce; aktywizm społeczny, artystyczny i polityczny; wykorzystanie sztuki w działaniach edukacyjnych; współczesne tendencje w teoriach feministycznych i dekolonialnych oraz inspirowane nimi kreatywne metodologie stosowane w naukach humanistycznych i społecznych.